# Espúrio Tarpeio Montano Capitolino
Espúrio Tarpeio Montano Capitolino (em latim: Spurius Tarpeius Montanus Capitolinus) foi um político da gente Tarpeia nos primeiros anos da República Romana eleito cônsul em 454 a.C. com Aulo Atérnio Varo. 

## Consulado
Espúrio Tarpeio foi eleito cônsul em 454 a.C. com o colega Aulo Atérnio Varo. Durante seu mandato não foram registrados conflitos com os belicosos vizinhos de Roma. Na política interior, os cônsules do ano anterior, Caio Vetúrio Cicurino e Tito Romílio Roco Vaticano, foram condenados a pagar uma pesada multa por terem depositado todo o butim capturado na batalha contra os équos no tesouro da cidade, sem dividir nada com os soldados. Este evento parece ter levado à aprovação da lex Aternia Tarpeia, que passou a regular o pagamento de multas e fixando o montante máximo que os magistrados podiam impor.
Apesar da condenação, que alguns patrícios consideraram como um ultraje, em Roma se instaura um novo clima de colaboração e, por isso, os tribunos da plebe decidem não tentar novamente aprovar a Lex Terentilia, que foi definitivamente arquivada. 
Tarpeio e Atérnio também continuaram a defender a oposição do Senado e dos patrícios contra a lei aprovada dois anos antes pelos tribunos da plebe que abria o monte Aventino para novos assentamentos plebeus (Lex Icilia). Com as duas classes num impasse, um acordo foi forjado para que fosse composto um grupo de patrícios e plebeus que deveria passar medidas que beneficiariam a todos. Três emissários (todos patrícios) — Espúrio Postúmio Albo Regilense, Aulo Mânlio Vulsão e Sérvio Sulpício Camerino Cornuto — foram enviados a Atenas para transcreverem as leis de Sólon e trazê-la de volta para Roma para serem estudadas.
Este acordo levaria à criação da instituição do Decenvirato ("Decemviri Legibus Scribundis"), que deteve o poder em Roma entre 451 e 449 e deu origem à Lei das Doze Tábuas.

## Anos seguintes
Em 449, o nome de Sérvio Sulpício Camerino (Cornuto?) aparece junto com os de Caio Júlio Julo e Espúrio Tarpeio entre os negociadores enviados pelo Senado ao monte Vecílio, onde revoltosos contra o poder dos decênviros estavam se agrupando.